# Economía evolutiva
La economía evolutiva (o economía evolucionista) es un campo de estudio (de desarrollo incipiente o en fase de proto-campo) de la ciencia económica, "se basa en la idea de que los fenómenos económicos y el comportamiento de los agentes económicos se comprenden mejor desde la perspectiva de la ciencia evolutiva. La economía evolutiva se ocupa, en general, de cuestiones de dinámica y cambio, con especial atención a los procesos de emprendimiento e innovación, la dinámica industrial e institucional, y los patrones de crecimiento y desarrollo económico." Este campo se desarrolló en confluencia con la economía de la innovación y la economía de la tecnología encontrando una consustancialidad en el análisis. Estudia como los individuos, empresas, industrias e instituciones cambian con el tiempo, implicando su coevolución, como un proceso evolutivo.
De acuerdo con los economistas evolutivos, la base de sus teorías corresponde a una interpretación de los fenómenos económicos basada en la interacción de múltiples agentes heterogéneos —entre ellos, empresas e individuos—, quienes mediante la repetición de un sistema de «prueba y error» intentan continuamente explorar nuevas tecnologías, nuevas estrategias comportamentales, nuevas formas organizativas.

## Antecedentes remotos
Las bases del pensamiento evolutivo asociadas al funcionamiento de la economía se remontan a los trabajos realizados por el sociólogo y economista Thorstein Veblen, cuando en 1898 publica su ensayo Why is Economics Not an Evolutionary Science (¿Por qué la economía no es una ciencia evolutiva?), ideas que tiempo después serían retomadas, estructuradas y sistematizadas por el economista Joseph Alois Schumpeter, en la teoría económica.
Thorstein Veblen, en The Place of Science in Modern Civilization (El lugar de la ciencia en la civilización moderna) de 1919, retoma ideas evolutivas originales que dan cuenta de que las organizaciones productivas funcionan similarmente a los principios de herencia, variación y selección propuestos por el naturalista Charles Darwin; esta idea fue novedosa porque sugiere que las sociedades se ven forzadas a cambiar de manera constante sus preferencias, tanto individuales como grupales, como un modo de adaptación a medida que van surgiendo nuevos descubrimientos, y son creadas y comercializadas nuevas tecnologías.

## Orígenes
Los modelos evolutivos del análisis económico incorporan las innovaciones y el avance tecnológico como los determinantes del crecimiento a largo plazo, proponiendo que los cambios en los sistemas económicos son producidos principalmente por el surgimiento de las innovaciones, perfeccionamiento e introducción de nuevos métodos, productos o servicios.
De los autores de esta teoría, el que destaca como el principal referente de este pensamiento es el economista Joseph Schumpeter, quien le otorga un enfoque y perspectiva evolutiva. Según él, cambios institucionales y tecnológicos conforman el motor de la evolución de la economía, y afirma que esta carece de un punto de equilibrio (como se formula de forma convencional), puesto que dicho equilibrio se ve constantemente quebrantado por las innovaciones que surgen y se introducen en la actividad económica.
Dentro del contexto evolutivo, Schumpeter aporta y populariza el valioso concepto de la «destrucción creativa», a modo de explicación del proceso de transformación que acompaña a las innovaciones, y que da paso al nacimiento de nuevas empresas mejor adaptadas con una mayor capacidad competitiva, pereciendo así la organización empresarial que quede más rezagada en el tiempo. Estos procesos de destrucción creativa implican que las innovaciones acontecen en grupos y en momentos específicos del tiempo, y que tienen como consecuencia una aceleración de los procesos de obsolescencia de conocimientos, rutinas e instituciones, que no logren adaptarse a las nuevas condiciones.

## Impulsores clave
Las ideas de una economía evolutiva entraron en un receso, hasta que en 1982 Richard R. Nelson y Sidney Graham Winter publican An Evolutionary Theory of Economic Change (Una teoría evolutiva del cambio económico), donde argumentan que las modificaciones que ocurren en la tecnología y en las conductas sociales, si son recurrentes, reflejan un proceso evolutivo. Por su parte, Christopher Freeman desarrollaba la teoría de economía de la innovación.
Richard R. Nelson y Sidney G. Winter, en su obra «Una teoría evolutiva del cambio económico» (1982) desarrollan el resurgimiento de la teoría evolutiva en la economía y las bases sistemáticas para establecerse como un enfoque de estudio con especial ventaja en el análisis de la innovación tecnológica y la dinámica de la competencia entre empresas, permitiéndoles modelar la dinámica competitiva de las empresas en condiciones de crecimiento y cambio tecnológico.
Philippe Aghion con Peter W. Howitt formalizo el concepto de destrucción creativa de Joseph Alois Schumpeter en su artículo con poder integrador de la macroeconomía y la microeconomía «Un modelo de crecimiento a través de la destrucción creativa» (1990) de la Teoría del crecimiento endógeno.

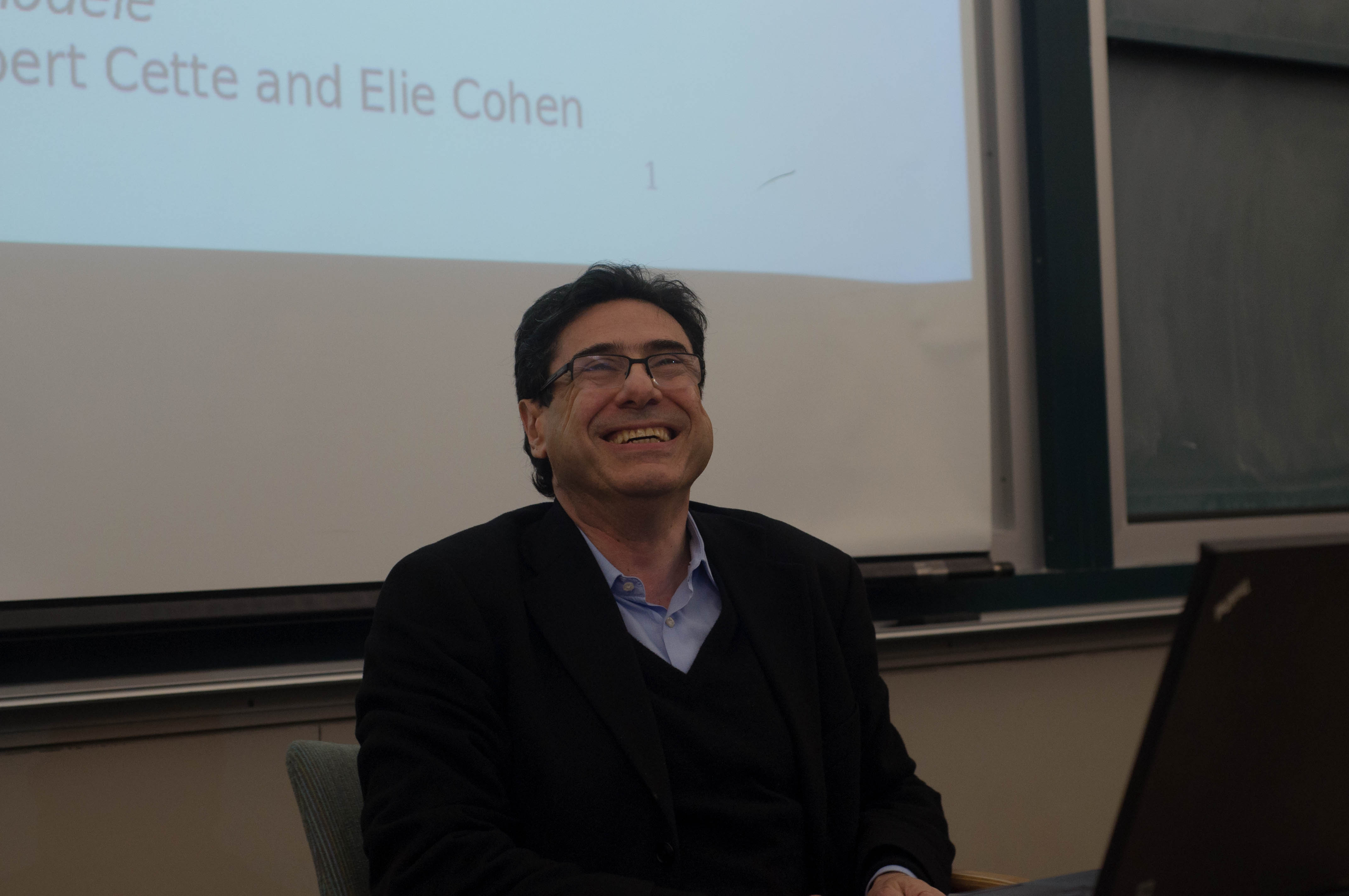
Phillipe Aghion

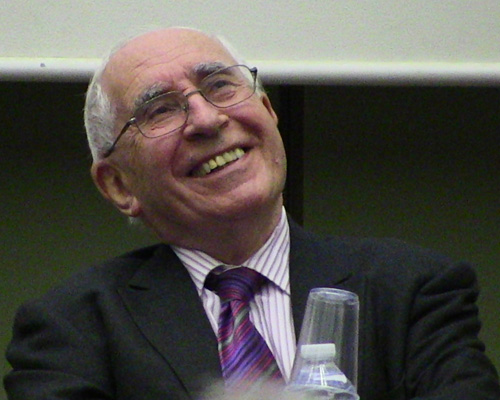
Jacques Lesourne

En este sentido, la teoría de la economía evolutiva retoma las ideas de Schumpeter, definiéndose a sí mismos como neoschumpeterianos.

## Desarrollo contemporáneos
Masahiko Aoki, desarrolla la teoría del análisis institucional comparativo en su obra «Hacia un análisis comparativo institucional» (2001) en base a la teoría de juegos, un marco conceptual y analítico para comprender las instituciones económicas y el cambio institucional. En su libro «Corporaciones en una diversidad en constante evolución: cognición, gobernanza e instituciones» (2010) utiliza la teoría de juegos para analizar la dinámica de los sistemas de gobierno corporativo. Su comprensión inicial de la dinámica empresarial se transmite en su libro «La teoría de juegos cooperativos de la empresa» (1984).
Jason Potts en su obra «La nueva microeconomía evolutiva: complejidad, competencia y comportamiento adaptativo» (2001) en lo que deslumbra fundamentos microeconómicos evolutivos. 
Jason Potts en su obra «Industrias creativas y evolución económica» (2011) explica como un marco evolutivo puede explicar el comportamiento de las industrias creativas (economía de la cultura y economía creativa).
El primer libro de estudio general de la economía evolutiva fue desarrollado por Kurt Dopfer y Jason Potts en su obra «La teoría general de la evolución económica» (2007).
Herbert Gintis, en su obra «La teoría de juegos en evolución: una introducción centrada en problemas al modelado de la interacción estratégica» (2000) modela mediante la teoría de juegos evolutivos la naturaleza de la individualidad y la sociabilidad, esto lo cubre principalmente mediante sus aplicaciones accesibles para introducirse en el campo. Samuel Bowles en su obra «Microeconomía: comportamiento, instituciones y evolución» (2006) donde estudia la coevolución de las preferencias individuales y la estructura de mercado, las empresas y otras instituciones, empleando resultados experimentales, teoría de juegos evolutivos, teoría de contratos y la modelización de procesos dinámicos.

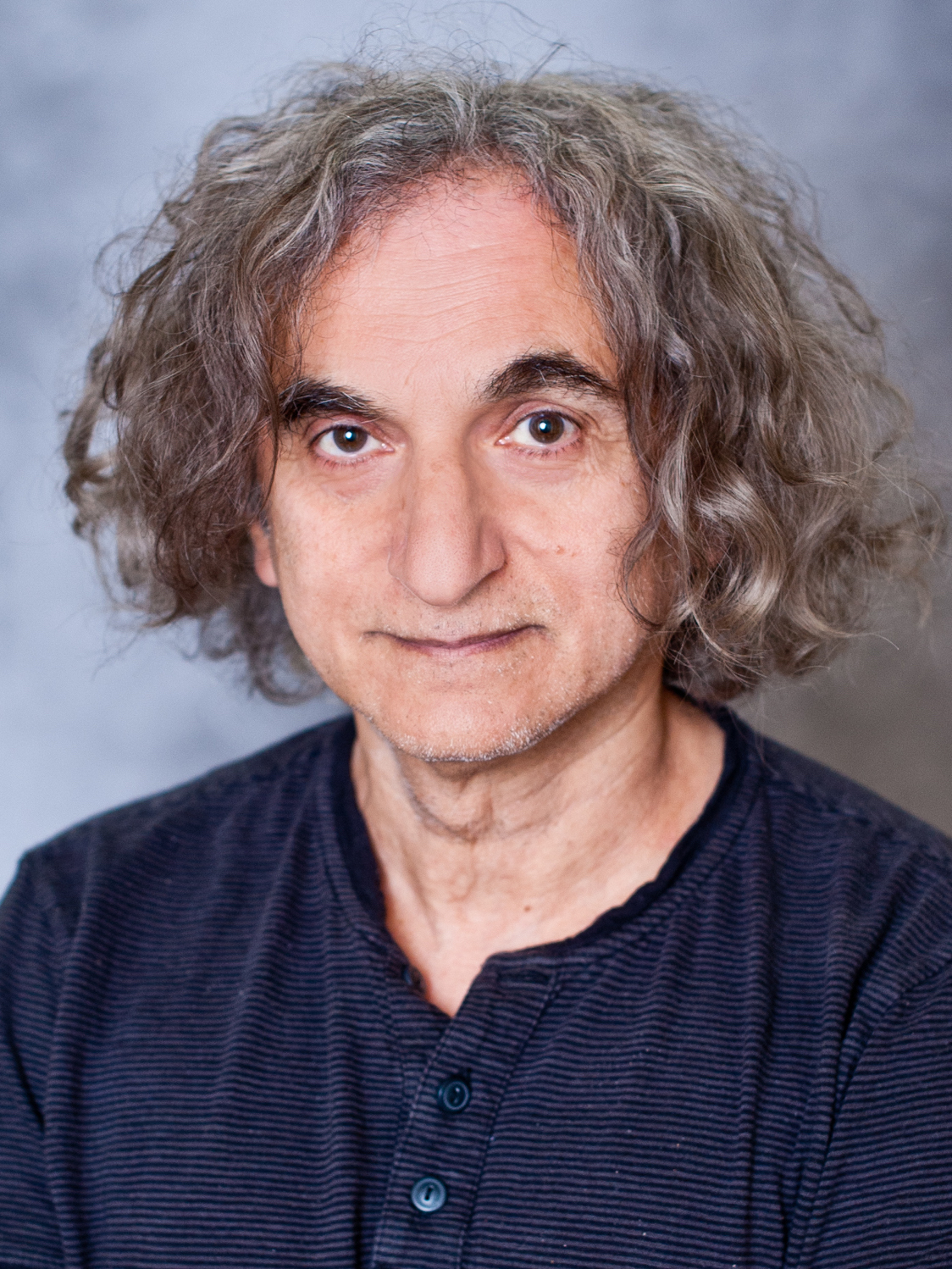
Conocido por su Teoría del crecimiento unificado, Oded Galor emplea principios que pueden pertenecer a la economía evolutiva.

Oded Galor desarrollo la teoría del crecimiento unificado en su obra «Teoría del crecimiento unificado» (2011) que explica todo el proceso de crecimiento en la historia de la humanidad, identificado las fuerzas históricos y prehistóricas de la transición diferencial del estancamiento económico en los inicios de la civilización al crecimiento en su desarrollo, identificando 3 fases transitorias de crecimiento, unificando el crecimiento económico, desarrollo económico y evolución humana, esto lo desarrolla de forma integral en su libro «El viaje de la humanidad: los orígenes de la riqueza y la desigualdad» (2022), constituye un relato de la evolución de la civilización humana.
Kenneth Binmore, en su obra «Evolución y racionalidad: decisiones, cooperación y comportamiento estratégico» (2012) explora la relación de la teoría de la elección racional y la evolución darwiniana en diversos contextos, incluida la elección en condiciones de incertidumbre, la toma de decisiones estratégicas y el comportamiento prosocial.
Richard R. Nelson, Sidney G. Winter, Giovanni Dosi y otros autores publicarían 35 años después «Economía evolutiva moderna: una visión general» (2018) describen en detalle como se ha manifestado en varías áreas de investigación de la ciencia económica.
Jason Potts, en su libro «Bienes comunes de innovación: El origen del crecimiento económico» (2019) en donde desarrolla una teoría de la innovación en base a la teoría evolutiva de la cooperación y la teoría institucional de los bienes comunes.
Philippe Aghion, en su obra «El poder de la destrucción creativa: la crisis económica y la riqueza de las naciones» (2021) expone sobre la destrucción creativa como impulso al crecimiento económico y como se relaciona con la prosperidad del capitalismo estableciendo enlaces con los problemas comúnmente señalados en contra del capitalismo, como los problemas de la desigualdad, los de competencia, los de la globalización, los determinantes de la salud y la felicidad, las revoluciones tecnológicas, el estancamiento secular, las trampas de los ingresos medios, el cambio climático y cómo recuperarse de las crisis económicas. Ufuk Akcigit, John Van Reenen con prólogo de Emmanuel Macron «La economía de la destrucción creativa: nuevas investigaciones sobre temas de Aghion y Howitt» (2023) reúnen las distintas líneas de investigación que nace de esta literatura.
Kurt Dopfer, Richard R. Nelson, Jason Potts y Andreas Pyka publicarían el «Manual Routledge de Economía Evolutiva» (2023), donde este volumen explora el estado actual del arte en el campo de la economía evolutiva en los niveles microeconómicos y macroeconómicos.
Giovanni Dosi, en su obra «Los fundamentos de las economías complejas en evolución (Primera parte: Innovación, organización y dinámica industrial)» (2023) “propone ofrecer un análisis integrado de la anatomía y la fisiología del motor capitalista de generación y explotación de innovaciones tecnológicas, organizacionales e institucionales”. Estudiando “en primer lugar, a los impulsores y patrones de cambio de la máquina capitalista de producción e innovación y, en segundo lugar, a los mecanismos de coordinación entre una multitud de agentes económicos egoístas que a menudo se caracterizan por intereses conflictivos”.
También han publicado Giovanni Dosi, William J. Baumol, Masahiko Aoki (análisis institucional comparativo con base en la teoría de la firma, el gobierno corporativo y el desarrollo comparativo), David B. Audretsch (empresarialidad), David Teece (capacidades dinámicas y gestión estratégica), Wesley Cohen, Andreas Pyka y Daniel Levinthal (gestión evolutiva), sobre una perspectiva evolutiva. Joel Mokyr y Alfred D. Chandler Jr. construyen una teoría histórica con patrones evolutivos. Joel Mokyr desarrolla sobre la historia de la innovación y Alfred D. Chandler Jr. sobre la historia del sistema empresarial gerencial.

## Revistas de economía evolutiva
- Journal of Evolutionary Economics, Springer

## Análisis de agentes económicos

### Los consumidores
La economía evolutiva sostiene que los consumidores juegan un papel clave en el desarrollo tecnológico, considerando que son ellos los encargados de evaluar y aceptar la integración de una determinada tecnología en la sociedad.
Con base en esto se propone que el conjunto de bienes que consume la sociedad puede considerarse como una entidad social sujeta a evolución. El proceso de selección de productos o tecnologías que realizaría la sociedad constaría básicamente de tres instancias, en primer lugar los artículos a producir son elegidos por las empresas (según información previa con la que cuentan), después estos son seleccionados por los consumidores cuando son comprados y, por último, los productos son evaluados al momento del uso dado por un determinado consumidor, asignándoseles una cierta connotación en relación con los costos que implica la adquisición del producto y los beneficios recibidos por parte del mismo. Si se considera que las características que reúne el producto son acordes al precio pagado, o en otras palabras, que la connotación dada es positiva, se presume que es probable que el consumidor repita la acción y se convierta en un comprador fiel al organismo proveedor del artículo.
De esta forma, la selección y posterior aceptación social de los nuevos productos o tecnologías que van apareciendo, como consecuencia de una constante innovación, se enmarca en un contexto de búsqueda y aprendizaje de nuevas cualidades deseadas en las mercancías por parte de los consumidores. De acuerdo a esto, es posible deducir que distintos elementos sociales influirían y van a darle forma a una especie de trayectoria o camino que seguirá el desarrollo tecnológico, donde dicha trayectoria va a favorecer o desfavorecer a la tecnología de acuerdo a las características particulares del entorno en el cual se establezca.

### El rol de las empresas
La economía evolutiva también incorpora dentro de sus propuestas un análisis del comportamiento que tienen las empresas y del papel que juegan en el sistema económico imperante dentro del cual se encuentren. Los economistas evolutivos argumentan que las empresas compiten haciendo uso de los recursos con los que cuentan con el fin de conseguir un lugar preponderante en el mercado y generar poder sobre este, para así incrementar sus ganancias y acumular capital, situación que llevaría a un aumento del crecimiento económico.
En la economía evolutiva es recurrente la acción de relacionar las ciencias naturales y el sistema económico, una de estas analogías queda al descubierto al comparar las empresas con genes al considerarlos como unidades de almacenamiento de información que se puede traducir, en el caso de las empresas, a un hábito de comportamiento racional y relativamente estable conocidos como rutinas empresariales. Estas componen un elemento de permanencia y herencia adjudicado en la memoria de la empresa, es decir, son producto de un proceso de aprendizaje organizacional que ha sufrido la empresa a lo largo del tiempo y que demuestra un conjunto de conductas consideradas efectivas en torno a un determinado contexto en que son usadas. Vistas de esta manera, las empresas son consideradas como un cúmulo de conocimientos disponibles con el que cuentan y que se acumulan en un proceso continuo.
Debido a la existencia de comportamientos regulares o rutinas que determinan una forma de funcionar, en las empresas existe un cierto grado de resistencia al cambio, sin embargo, modificaciones de los conocimientos acumulados pueden inducir a un cambio organizacional de la empresa, que generalmente es detonado producto de pérdidas por un periodo prolongado, en donde la empresa tratará de modificar sus rutinas en un esfuerzo por sobrevivir.

### Ciclos económicos
Uno de los principales exponentes de la teoría económica evolutiva, Joseph Schumpeter, hace la diferencia entre tres ciclos económicos distintos, los cuales nombra como ciclos de Kitchin (40 meses), Juglar (10 años) y Kondrátiev (40-60 años). Los ciclos de Kondrátiev son los más importantes ya que son provocados por innovaciones trascendentales que modifican los fundamentos del modelo económico y que dan origen a estos ciclos también conocidos como ondas largas de desarrollo, que se componen principalmente de una fase ascendente a la cual le sigue una descendente o tendencia relativa al equilibrio. Estas innovaciones por su enorme importancia han sido denominadas revoluciones industriales y los autores evolutivos han identificado cinco ciclos largos o paradigmas tecnoeconómicos a partir de la revolución industrial de 1770 hasta nuestros días.

## Elementos claves de la economía evolutiva
- Enfoque dinámico al sistema económico enfatizando en la importancia de dos conceptos claves: 
  - conocimiento
  - innovación
- Enfoque organizacional, es decir, se le da importancia a los cambios que se establecen en los grandes sistemas sociales.
- Enfoque reduccionista o descomposición analítica a las explicaciones de las variables macroeconómicas, prueba de esto son las palabras del propio Schumpeter en Business Cycles: "Para nuestro propósito, así como para muchos otros, sería muy inconveniente dejar las cosas en el punto anterior y tratar de trabajar con un número indefinido de ciclos o tipos de ciclos [...] Por lo tanto, decidimos ahora, para los propósitos generales de este volumen, contentarnos con tres clases de ciclos que llamaremos simplemente Kondratiev, Juglar y Kitchin [...] Esta elección recién hecha de tres clases de ciclos no tiene ninguna virtud especial. Cinco podría ser tal vez mejor, pero después de algo de experimentación el autor ha llegado a la conclusión de que el mejoramiento en la descripción así obtenido no compensaría el aumento de las dificultades."[29]

## Principales economistas evolutivos
- Joseph Alois Schumpeter
- Richard R. Nelson
- Christopher Freeman
- Sidney Graham Winter
- Giovanni Dosi
- Kurt Dopfer
- Jason Potts (economista)
- Philippe Aghion
- Joel Mokyr